# Торгове Тализіно
Торгове Тализіно (рос. Торговое Талызино) — село в Сеченовському районі Нижньогородської області Російської Федерації.
Населення становить 137 осіб. Входить до складу муніципального утворення Верхнєтализинська сільрада.

## Історія
Від 2009 року входить до складу муніципального утворення Верхнєтализинська сільрада.

## Населення
| 2002 | 2010 |
| ---- | ---- |
| 211  | ↘137 |